# Tiếng Hà Lan
Tiếng Hà Lan hay tiếng Hòa Lan (Nederlandsⓘ) là một ngôn ngữ thuộc nhánh phía Tây của Nhóm ngôn ngữ German, được nói hàng ngày như tiếng mẹ đẻ bởi khoảng 23 triệu người tại Liên minh châu Âu — chủ yếu sống ở Hà Lan và Bỉ — và là ngôn ngữ thứ hai của 5 triệu người.
Ngoài hai quốc gia thuộc Vùng đất Thấp, đây là bản ngữ của đa phần người dân Suriname, cũng như vị thế chính thức tại các nước vùng Caribe là Aruba, Curaçao và Sint Maarten. Các nhóm thiểu số có nguy cơ bị biến mất vẫn còn có mặt tại Pháp, Đức, và ở Indonesia, trong khi khoảng nửa triệu người bản ngữ định cư tại Hoa Kỳ, Canada và Úc. Các phương ngữ Hà Lan ở Cape Town thuộc miền nam châu Phi đã biến đổi thành tiếng Afrikaans, một ngôn ngữ kế tục được hiểu chung được khoảng 16 triệu người dùng, chủ yếu ở Nam Phi và Namibia.
Tiếng Hà Lan là một trong những ngôn ngữ gần gũi với tiếng Đức và tiếng Anh và được coi là hòa trộn giữa hai ngôn ngữ này. Tiếng Hà Lan, như tiếng Anh, không chịu ảnh hưởng của sự chuyển đổi phụ âm tiếng Đức cao, không sử dụng dấu umlaut với chức năng ngữ pháp, bỏ đi phần lớn việc dùng thức giả định, và đã cân bằng nhiều phần hình thái ngôn ngữ, trong đó có hệ thống cách. Những đặc trưng giống như tiếng Đức gồm có sự tồn tại ba giống ngữ pháp — mặc dù ít quan trọng về ngữ pháp — cũng như việc sử dụng phân từ hình thức (modal particle), sự vô thanh hóa âm tiết cuối, và thứ tự từ tương tự nhau. Từ vựng tiếng Hà Lan thuộc hệ German là chính và tiếp nhận nhiều từ mượn Rôman hơn tiếng Đức nhưng ít hơn tiếng Anh.

## Tên gọi
Tên gọi "Hà Lan" (荷蘭) hay "Hòa Lan" (和蘭) trong tiếng Việt bắt nguồn từ việc dịch phiên âm tiếng Hán của từ "Holland". Từ này thường được nhiều ngôn ngữ khác dùng để chỉ phần đất Hà Lan tại châu Âu nhưng thực chất đây là tên của một vùng của quốc gia này.
Trong tiếng Anh từ Dutch thường để chỉ toàn bộ ngôn ngữ, tức là tính cả các phương ngữ. Các biến thể ở Bỉ đôi khi còn được gọi là Flemish. Ở cả Bỉ và Hà Lan, tên chính thức cho ngôn ngữ này là Nederlands, còn các phương ngữ có tên riêng như: Hollands "tiếng Holland", West-Vlaams "tiếng Flemish Tây", Brabants "tiếng Brabant". Tuy vậy việc dùng từ Vlaams ("tiếng Flemish") để miêu tả tiếng Hà Lan chuẩn đối với các biến thể tại Flanders lại hết sức phổ biến tại hai quốc gia này.
Người ta biết tới ngôn ngữ Hà Lan thông qua nhiều cái tên khác nhau. Ở thời kỳ Trung Cổ, dietsc được sử ở khu vực Flanders và Brabant, trong khi diets hoặc duutsc được sử dụng ở miền bắc Hà Lan. Những từ này hình thành từ từ theudisk của tiếng Giécman Cổ, một trong những cái tên đầu tiên được sử dụng cho các ngôn ngữ không phải Rôman ở Tây Âu. Nghĩa đen của nó là "ngôn ngữ của dân thường", tức là ngôn ngữ German địa phương. Thuật ngữ này đối lập với tiếng Latinh, thứ ngôn ngữ phi địa phương được dùng trong văn viết và Nhà thờ Kitô giáo. Trong văn bản đầu tiên có sự hiện diện của từ này, có niên đại từ năm 784, nó chỉ các thổ ngữ German của đảo Anh. Nó xuất hiện trong Lời thề Strasbourg (842) với tên teudisca để chỉ phần tiếng German của lời tuyên thệ.
Cho tới khoảng thế kỷ 16, những người nói các biến thể của nhóm ngôn ngữ German Tây từ cửa sông Rhine tới dãy Alps dần quen với việc dùng từ Dietsch, (Neder)duyts hay một vài từ cùng gốc của từ theudisk để ám chỉ ngôn ngữ địa phương họ. Điều này dẫn tới sự lúng túng không tránh khỏi một khi các thuật ngữ tương tự nhau lại dùng để chỉ các ngôn ngữ khác nhau. Do vậy một cách phan biệt đã ra đời. Nhờ cạnh thương mại và thuộc địa của người Hà Lan vào thế kỷ 16 và 17, thuật ngữ dutch của tiếng Anh bắt đầu dùng để chỉ riêng tiếng Hà Lan. Ngoại lệ đáng chú ý là tiếng Đức Pennsylvania hay còn có tên gọi trong tiếng Anh là Pennsylvania Dutch, một biến thể tiếng Đức miền Trung Tây được người sử dụng nó gọi là Deitsch. Ngược lại tiếng Hà Lan Jersey được dùng cho tới tận những năm 1950 ở New Jersey lại là một ngôn ngữ creole có nguồn gốc Hà Lan.
Ngay trong tiếng Hà Lan, từ Diets đã không còn hay được dùng nữa - mặc dù từ Platdiets vẫn được dành cho các phương ngữ chuyển tiếp Limburg-Ripuaria ở dông bắc Bỉ. Nederlands, từ chính thức trong tiếng Hà Lan dành cho ngôn ngữ này, phải mãi tới thế kỷ 19 mới được công nhận hoàn toàn. Cách đạt tên này đã được dùng từ trước vào cuối thế kỷ 15, nhưng vì nhiều lý do phải cạnh tranh với thuật ngữ thông dụng hơn là Nederduits "tiếng Hà Lan đê địa". Một trong số các lý do là để phân biệt với Hoogduits, "tiếng Hà Lan cao địa", tức là ngôn ngữ được nói ở Đức. Từ Hoog sau này bị lược bỏ chỉ còn Duits, ngày nay để chỉ tiếng Đức. Tuy nhiên từ Nederduits lại gây bối rối bởi các ngôn ngữ địa phương miền bắc nước Đức cũng được gọi là Niederdeutsch, và thế là từ Duits trong tên gọi bị lược bỏ, mở đường để Nederlands trở thành cái tên chính thức để chỉ tiếng Hà Lan. Người ta dùng từ Neder (nghĩa là "thấp") để chỉ tiếng Hà Lan là bởi vì địa thế xuôi dòng của Hà Lan trong vùng đồng bằng Rhine–Meuse–Scheldt gần Biển Bắc, gợi cho người ta liên tưởng về vùng đất La Mã trước đây mang tên Hạ Germania.

## Lịch sử
Ban đầu ba phương ngữ German được nói tại Vùng đất thấp: Frisia ở miền bắc và dọc bờ biển phía tây; Saxon ở miền đông (lân cận khu vực Hạ Đức); và Franken ở miền trung và nam. Phương ngữ Franken được coi là tiếng Hà Lan cổ, sau đó phát triển thành tiếng Hà Lan Trung Cổ và sau là tiếng Hà Lan hiện đại. Sự phân chia các giai đoạn này chỉ mang tính ước lệ bởi sự chuyển giao giữa chúng là rất chậm. Các nhà ngôn ngữ học chỉ có thể phát hiện ra phần nào của một cuộc cách mạng khi ngôn ngữ Hà Lan chuẩn xuất hiện và được công nhận.

### Nguồn gốc

Bản đồ các nền văn hóa thời đại đồ sắt tiền La Mã có liên quan tới ngôn ngữ German nguyên thủy, khoảng 500–50 TCN. Miền nam Scandinavia là văn hóa Jastorf.

### Tiếng Frank

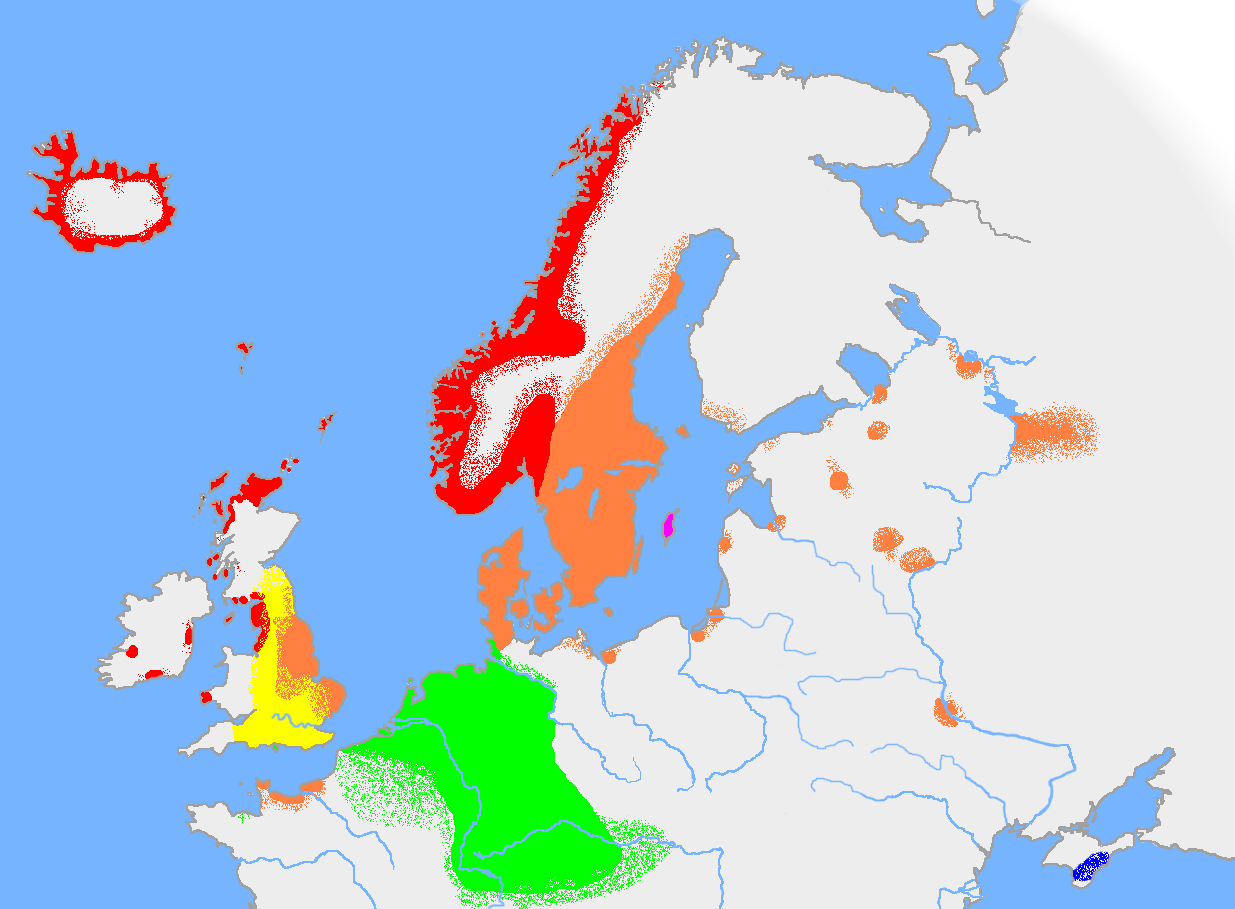
Phân bố các ngôn ngữ German chính ở châu Âu vào khoảng năm 10 SCN.

### Tiếng Hà Lan Cổ

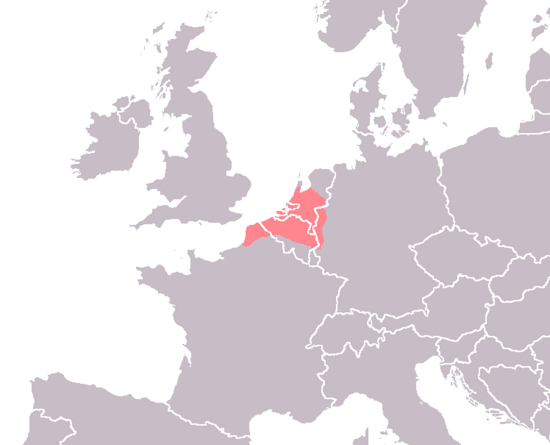
Những nơi người ta nói tiếng Hà Lan Cổ

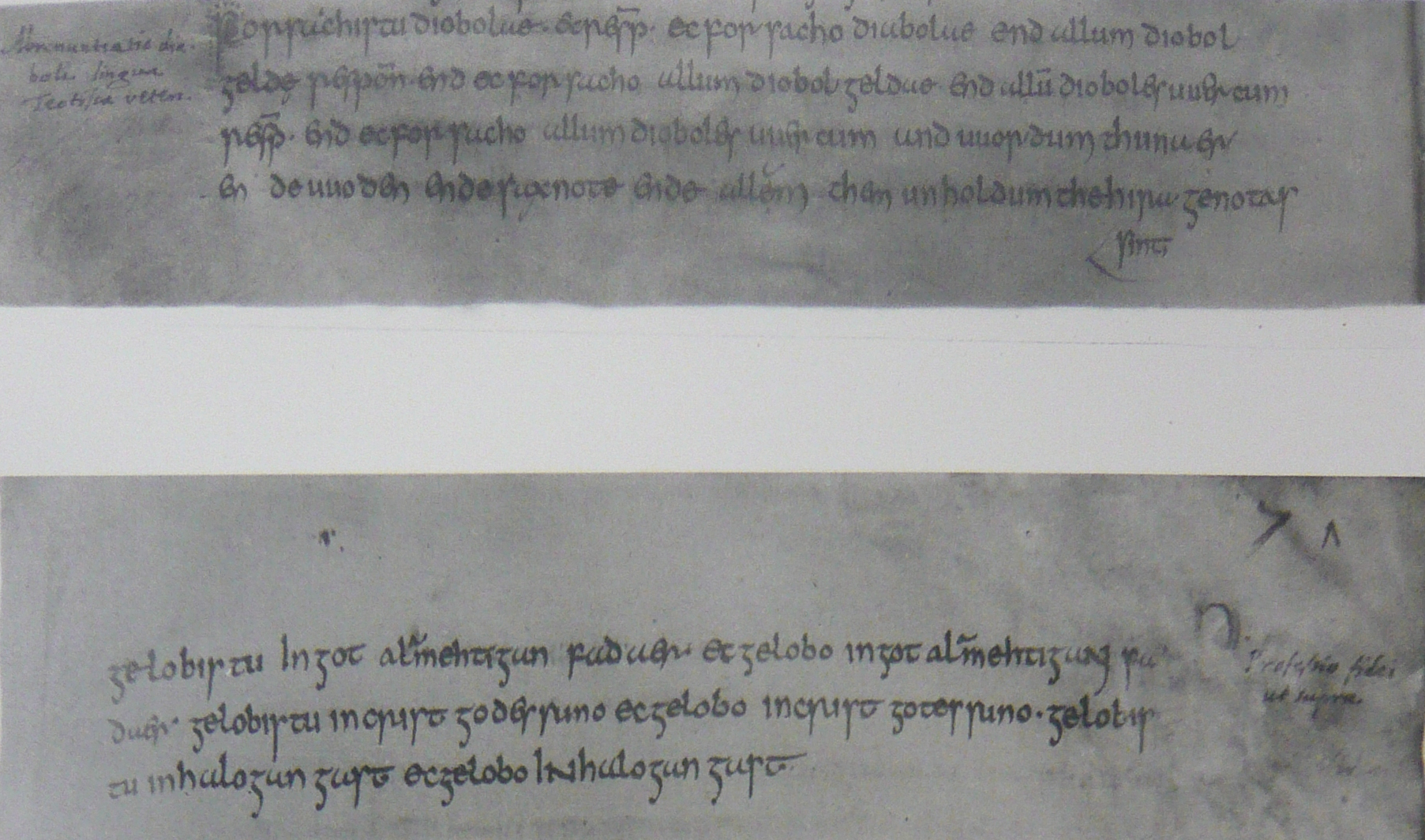
Lời thề rửa tội Utrecht Forsachistu diobolae...